# Citoyen (1764)
Pour les articles homonymes, voir Citoyen (homonymie).
Le Citoyen est un navire de guerre français de 74 canons, en service de 1764 à 1783. Il est le premier navire de sa classe d'après un dessin de Joseph-Louis Ollivier. Il est financé par un don des banquiers et trésoriers généraux de l'armée.

## Carrière
Commandé en mai 1757 sous le nom de Cimeterre, le navire est rebaptisé Citoyen le 20 janvier 1762. Une tentative de lancement avorte le 10 août 1764, lorsqu'il s'arrête sur la rampe, et il n'est finalement remis à flot que 17 jours plus tard.
Il participe à la bataille de la Martinique le 17 avril 1780 sous les ordres du capitaine Poute de Nieuil,.
En 1781, sous Alexandre de Thy, il est intégré à l'escadre de l'amiral de Grasse et participe à la bataille du Fort Royal en avril. Le 24 août 1781, avec le Glorieux, il capture le HMS Cormorant au large de Charleston. Il participe à la bataille de Chesapeake le 5 septembre 1781, à la bataille de Saint-Kitts les 25 et 26 janvier 1782 et à la bataille des Saintes le 12 avril 1782.
En 1783, à son retour en France, il est mis hors service et finalement démoli en 1791.